# Кубок Азербайджану з футболу 2001—2002
Кубок Азербайджану з футболу 2001–2002 — 11-й розіграш кубкового футбольного турніру в Азербайджані. Переможцем вчетверте став Нефтчі (Баку).

## Перший раунд
Перші матчі відбулися 17-18 жовтня, а матчі-відповіді 31 жовтня  і 1 листопада 2001 року.
| Команда 1           | Заг. | Команда 2              | 1-й матч | 2-й матч |
| ------------------- | ---- | ---------------------- | -------- | -------- |
| Адлійя (2)          | 2:5  | Сілавар (Ланкаран) (2) | 1:1      | 1:4      |
| Нафтгаз (Баку) (2)  | 3:7  | Хазар-Ланкаран (2)     | 0:3      | 3:4      |
| Хазар (Сумгаїт) (2) | 0:1  | Локомотив (Іміслі) (2) | 0:1      | 0:0      |

## Другий раунд
Перші матчі відбулися 14 листопада, а матчі-відповіді 28-29 листопада 2001 року.
| Команда 1              | Заг.    | Команда 2                 | 1-й матч | 2-й матч |
| ---------------------- | ------- | ------------------------- | -------- | -------- |
| Сілавар (Ланкаран) (2) | 2:6     | Карабах (Агдам)           | 2:0      | 0:6      |
| Шамкір                 | +:-     | Динамо (Баку)             | -:-      | -:-      |
| Умід (Баку)            | 1:3     | Хазар Університеті (Баку) | 1:3      | -:+      |
| Хазар-Ланкаран (2)     | 2:12    | Шафа                      | 0:0      | 2:12     |
| Локомотив (Іміслі) (2) | 2:5     | Нефтчі (Баку)             | 2:2      | 0:3      |
| Шахдаг (Ґусар)         | +:-     | МОІК                      | -:-      | -:-      |
| Араз-Нахічевань        | -:+     | Кяпаз                     | 0:0      | -:+      |
| Бакили                 | 3:3 (ч) | Туран                     | 3:2      | 0:1      |

## Чвертьфінали
Перші матчі відбулися 9 квітня, а матчі-відповіді 11 травня 2002 року.
| Команда 1     | Заг. | Команда 2                 | 1-й матч | 2-й матч |
| ------------- | ---- | ------------------------- | -------- | -------- |
| Кяпаз         | 3:1  | Туран                     | 2:0      | 1:1      |
| Шамкір        | 3:1  | Карабах (Агдам)           | 2:0      | 1:1      |
| Нефтчі (Баку) | 4:1  | Шахдаг (Ґусар)            | 3:1      | 1:0      |
| Шафа          | -:+  | Хазар Університеті (Баку) | -:-      | -:-      |

## Півфінали
Перші матчі відбулися 19 травня, а матчі-відповіді 22 травня 2002 року.
| Команда 1     | Заг. | Команда 2                 | 1-й матч | 2-й матч |
| ------------- | ---- | ------------------------- | -------- | -------- |
| Нефтчі (Баку) | 3:1  | Кяпаз                     | 1:0      | 2:1      |
| Шамкір        | 3:2  | Хазар Університеті (Баку) | 2:0      | 1:2      |

## Фінал
Матч був зупинений на 84-й хвилині після пенальті, призначеного у ворота Шамкіра. Команда покинула поле і переможцем був проголошений Нефтчі (Баку).
| 28 травня 2002 |

| Нефтчі (Баку) | +:- | Шамкір |
| ------------- | --- | ------ |
|               |     |        |

|  |